# 格倫代爾 (伊利諾伊州)
格倫代爾（英語：Glendale）是位於美國伊利諾伊州波普縣的一個非建制地區。該地的面積和人口皆未知。

## 地理
格倫代爾的座標為37°27′20″N 88°40′17″W / 37.45556°N 88.67139°W，而該地的平均海拔高度為126米（即413英尺）。